# Héricourt-sur-Thérain
Héricourt-sur-Thérain település Franciaországban, Oise megyében. Lakosainak száma 108 fő (2022. január 1.). Héricourt-sur-Thérain Campeaux, Ernemont-Boutavent, Fontenay-Torcy, Saint-Samson-la-Poterie és Villers-Vermont községekkel határos.

## Népesség
A település népességének változása:
| Lakosok száma | 124  | 130  | 134  | 126  | 121  | 115  | 112  | 112  | 108  |
|               | 2013 | 2015 | 2016 | 2017 | 2018 | 2019 | 2020 | 2021 | 2022 |